# Pfarrkirche St. Margarethen im Lungau

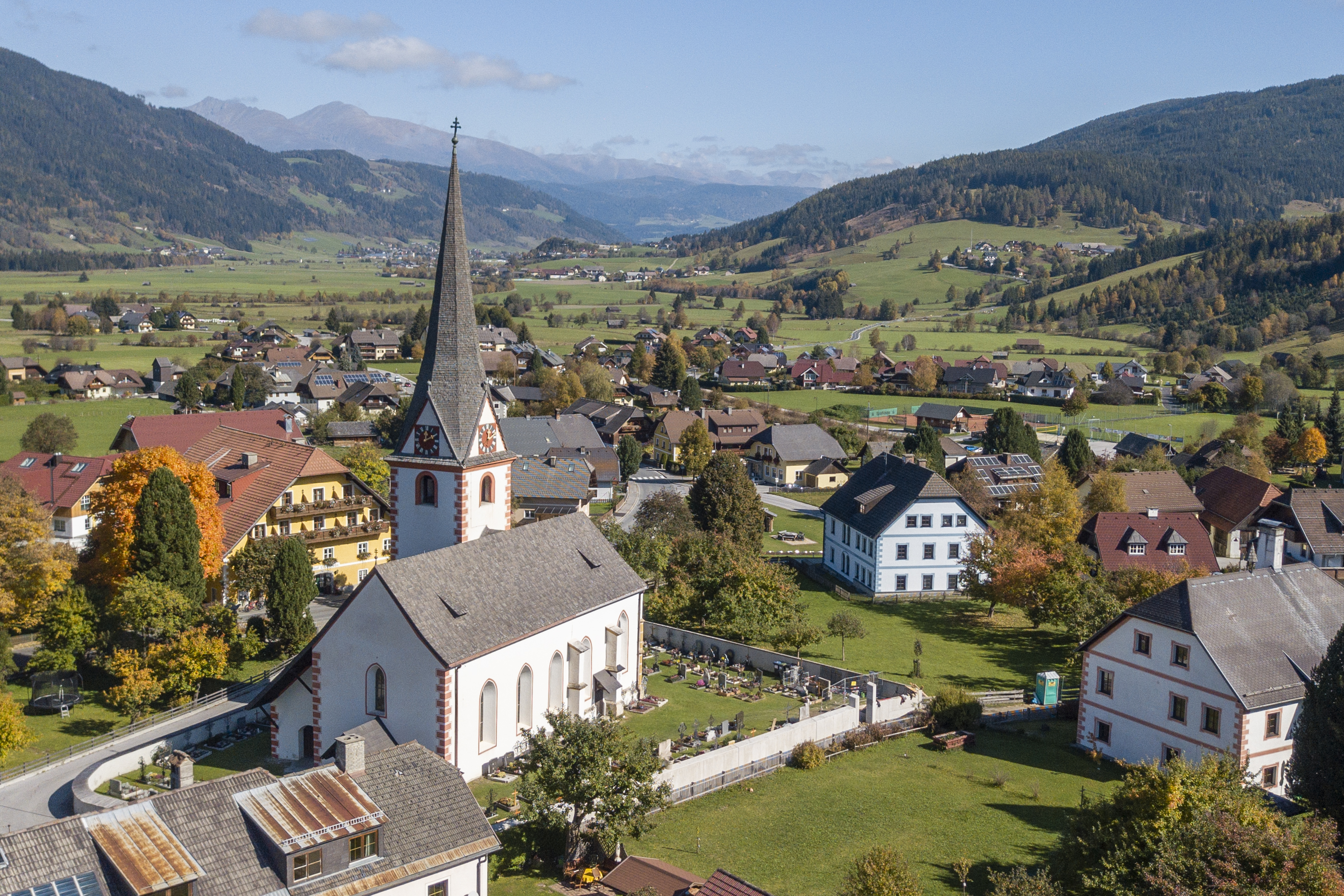
Katholische Pfarrkirche St. Margarethen im Lungau

Die römisch-katholische Pfarrkirche St. Margarethen im Lungau steht in der Ortsmitte der Gemeinde St. Margarethen im Lungau im Bezirk Tamsweg im Land Salzburg. Die dem Patrozinium der hl. Margareta von Antiochia unterstellte Pfarrkirche gehört zum Dekanat Tamsweg in der Erzdiözese Salzburg. Die Kirche steht unter Denkmalschutz (Listeneintrag).

## Geschichte
Urkundlich wurde 1231 eine Capella s. Margaretae genannt. Die Pfarre wurde 1421 gegründet. 1586 erfolgte ein weitgehender Umbau. Im Ende des 19. Jahrhunderts wurde die Kirche renoviert. 1945/1946 war eine Restaurierung. 1981 wurde die Kirche außen restauriert.

## Architektur
Die im Kern romanische und spätgotische Kirche mit einem Nordturm ist von einem Friedhof umgeben.
Das Kirchenäußere zeigt eine Westfront mit einem Dreieckgiebel und einer seitlichen Eckquaderung, mit einem Rechteckportal und einem Vorbau aus Holz, darüber befindet sich ein Spitzbogenfenster aus 1885. Die Südfront hat abgestufte Strebepfeiler, Spitzbogenfenster und ein Portal mit einem geraden Sturz. Der gering nach Süden gerückte Chor mit annähernd gleicher Breite und Länge des Langhauses hat einen Dreiseitschluss, Spitzbogenfenster, die spätgotischen Strebepfeiler sind sechseckig und haben in der Mitte Wulstkapitelle. Der ungegliederte Nordturm wurde 1586 erhöht, er hat eine Eckquaderung und östlich ein Rundbogenfenster, über den rundbogigen Schallfenstern trägt er über einem Gesims einen Giebelspitzhelm. Nördlich des Langhauses ist eine ehemalige Seelenkapelle, nun Aufbahrungshalle, angebaut.
Das Kircheninnere zeigt ein einschiffiges dreijochiges Langhaus, welches 1586 unter Beibehaltung der romanischen Mauern erhöht und neu mit einem seichten Netzrippengewölbe gewölbt wurde. Die zweigeschoßige Empore hat einen westseitigen Abgang. Der eingezogene Triumphbogen ist spitzbogig und ab der Mitte beidseits gekehlt. Der einjochige Chor mit einem Fünfachtelschluss hat ein Netzrippengewölbe auf runden Diensten vor gekehlten Pfeilern, in der linken Chorwand befindet sich ein spitzbogiges abgefastes Sakristeiportal.

## Einrichtung
Der barocke Hochaltar als Säulenaltar wurde 1687 in der Pfarrkirche Mauterndorf aufgestellt und 1732 entfernt, er zeigt das Altarblatt hl. Margaretha von Jakob Zanusi 1732, das barocke Oberbild Hll. Dreifaltigkeit schuf der Maler Johann Friedrich Pereth, die Skulpturen schuf der Bildhauer Wolf Weißenkirchner der Jüngere 1687, links der König Heinrich und rechts die Königin Kunigunde.
An den Chorjochwänden stehen barocke Seitenaltäre aus dem Ende des 17. Jahrhunderts, 1737 von der Pfarrkirche St. Michael im Lungau erworben. Der linke Seitenaltar trägt barocke Figuren, mittig die hl. Anna mit dem Jesuskind und seitlich die Konsolfiguren der Heiligen Johannes der Täufer und Josef und im Auszug mittig hl. Johannes Nepomuk und seitlich die Statuetten der Heiligen Georg und Florian. Der rechte Seitenaltar trägt barocken Figuren, mittig hl. Sebastian, seitlich links hl. Franziskus und rechts hl. Antonius, im Auszug eine gotische Pietà und seitlich die Statuetten der Heiligen Katharina und Barbara.
Die Kanzel schuf 1715 der Tischler Paul Egger und Mathias Mayr, am Korb befinden sich Bilder der Vier Kirchenväter. Im Chor befinden sich barocke Konsolfiguren, links Immaculata und rechts hl. Nepomuk. Im Langhaus befinden sich eine barocke Figur mit Schwert und Zepter, rechts hl. Augustinus aus der Filialkirche hl. Augustin um 1445, ein Hängekruzifix aus dem 19. Jahrhundert.
Neben der Sakristeitüre steht ein sechseckiges Taufbecken um 1600.
Das barocke zweiflügelige Orgelprospekt beinhaltet ein Werk von Jakob Angermayer 1825.

## Grabdenkmäler
- An der linken Triumphbogenseite zu Johannes Gregorius Spögl 1729 und rechts zu Johanna Constantia Pflueglin 1649.
- Im Chor zu Franz Xaver Radschin 1793, zu Joseph Sebastian Geel 1778, zu Christoph Strasser 1598, zu Wilhalm von Mosham 1533.
- In der Nordostecke zwischen Chor und Turm befindet sich ein römischer Meilenstein des Kaisers Decius 249 n. Chr.

## Aufbahrungshalle
Der im Kern gotische Anbau am nördlichen Langhaus hat einen flachbogigen Sakristei- und Turmzugang. Die Flachdecke hat eine Stuckspiegel aus dem 17. Jahrhundert. Der Altar mit unbeweglichen Flügeln entstand in der Mitte des 17. Jahrhunderts, das Predellenbild zeigt ein Schweißtuch von zwei Engeln gehalten, das Altarblatt zeigt einen Kruzifix und das Fegefeuer und seitlich die Heiligen Elisabeth und Apollonia.